# Anatolij Gryzłow
Anatolij Aleksiejewicz Gryzłow (ros. Анатолий Алексеевич Грызлов, ur. 1904, zm. w sierpniu 1974 w Moskwie) – radzieckim generał pułkownik.

## Życiorys
Od 1923 służył w Armii Czerwonej, w 1937 ukończył Wojskową Akademię Elektrotechniczną, a w 1940 Wojskową Akademię Sztabu Generalnego im. Woroszyłowa. Pracował w Sztabie Generalnym, w którym od maja 1943 do stycznia 1944 był I zastępcą szefa Wydziału Operacyjnego, później przedstawicielem Sztabu kolejno w kilku frontach wojny z Niemcami. 23 listopada 1942 otrzymał stopień generała majora, a 20 grudnia 1943 generała porucznika. Od lutego 1950 do kwietnia 1952 był szefem sztabu Kijowskiego Okręgu Wojskowego, od kwietnia do lipca 1952 I zastępcą dowódcy i szefem sztabu Białoruskiego Okręgu Wojskowego, a od 1956 zastępcą szefa Głównego Zarządu Operacyjnego Sztabu Generalnego Sił Zbrojnych ZSRR, 26 listopada 1956 awansował na generała pułkownika. Kierował opracowaniem operacji zdławienia powstania na Węgrzech w 1956. Został pochowany w kolumbarium Cmentarza Nowodziewiczego.

## Odznaczenia
- Order Lenina (dwukrotnie)
- Order Czerwonego Sztandaru (czterokrotnie)
- Order Kutuzowa I klasy (dwukrotnie)
- Order Kutuzowa II klasy
- Order Wojny Ojczyźnianej I klasy